# Chrysobalanaceae
Chrysobalanaceae — родина квіткових рослин, що складається з дерев і кущів у 27 родах і близько 700 видів пантропічного поширення з центром різноманітності в Амазонці. Деякі з видів містять кремнезем у своїх тілах для жорсткості, тому мезофіл часто має склеренхіматозні ідіобласти. Широко поширений вид Chrysobalanus icaco дає плоди, схожі на сливу, і рослина широко знана як кокосова слива.
Дальгрен традиційно розміщував цю родину як підродину Chrysobalanoideae у родині трояндових (Rosaceae) або як родину в порядку трояндових і винятково як порядок у Myrtiflorae. У фенотиповому кладистичному аналізі Nandi та ін., Chrysobalanaceae розгалужується з Elaeagnaceae як сестринською групою Polygalaceae, у їхньому молекулярно-кладистичному аналізі група була у Malpighiales, а також у їх комбінованому аналізі.